# Ángelo Pizzorno
Ángelo Matías Pizzorno Bracco (Montevideo, 21 ottobre 1992) è un calciatore uruguaiano, difensore dei Los Chankas.